# 莱内特·奇普蔡斯
莱内特·奇普蔡斯（英語：Lynette Chipchase，1947年1月24日—），旧姓贝尔（Bell），澳大利亚女子游泳运动员。她曾代表澳大利亚参加1964年和1968年夏季奥林匹克运动会游泳比赛，其中1964年奥运会获得一枚银牌。